# IPhone 13 Pro
Das iPhone 13 Pro ist ein Smartphone aus der iPhone-Reihe des US-amerikanischen Unternehmens Apple. Es ist der Nachfolger des iPhone 12 Pro und wurde gemeinsam mit dem kostengünstigeren iPhone 13 am 14. September 2021 der Öffentlichkeit vorgestellt. Das iPhone 13 Pro gibt es auch als Phablet mit größerem Bildschirm in der Ausführung iPhone 13 Pro Max. Als Prozessor kommt Apples eigener System-on-a-Chip (SoC) Apple A15 Bionic zum Einsatz. Die Vorbestellungsphase begann am 17. September 2021, die Auslieferung an Kunden am 24. September 2021.
Das iPhone 13 Pro ist Apples erstes Smartphone mit einem 120-Hz-Bildschirm.

## Design
Das Design des iPhone 13 Pro entspricht im Wesentlichen dem des iPhone 12 Pro.
Das iPhone 13 Pro besitzt weiterhin einen 6,1″ großen Bildschirm. 
Das iPhone 13 Pro gibt es in vier verschiedenen Farbvarianten mit den Bezeichnungen Gold (englisch Gold), Graphit (engl. Graphite), Silber (engl. Silver), Sierrablau (engl. Sierra Blue) und seit März 2022 auch in Alpingrün (engl. Alpine Green). Auf der Vorderseite gibt es weiterhin eine Aussparung (engl. Notch), die in der Breite ca. 20 Prozent schmaler ist, in der Höhe dafür um ca. 1 mm gewachsen ist. In dieser sind neben dem Hörer zum Telefonieren, der sich nun am oberen Rand der Notch befindet, auch die Komponenten für Face ID und die Frontkamera verbaut. Auf der Rückseite haben die Geräte jeweils drei Kameralinsen und einen LiDAR-Scanner. Die Größe des sogenannten „Kamerabuckels“ hat sich jedoch nicht verändert. Das Apple-Logo auf der Rückseite befindet sich weiterhin mittig, auch gibt es weiterhin keine Schrift mehr auf der Rückseite. Die Rückseite besteht wie beim Vorgänger weiterhin aus Glas, um induktives Laden zu ermöglichen. Das Glas im Kameragehäuse ist glänzend, das der restlichen Rückseite matt. Alle vier Ecken sind abgerundet. Das iPhone 13 Pro ist außen 146,7 mm hoch, 71,5 mm breit, 7,65 mm tief und wiegt 203 g.
Der Rahmen des iPhone 13 Pro besteht aus Edelstahl. 
Das iPhone 13 Pro ist laut Apple als wasserdicht gegen Eintauchen für bis zu 30 Minuten in einer Wassertiefe von bis zu 6 m nach IEC-Norm 60529 unter IP68 klassifiziert, Apple gibt jedoch keine Garantie für Wasserschäden.

## Technische Daten
Das iPhone 13 Pro bietet die üblichen technischen Verbesserungen. Die wichtigsten Neuerungen sind:

### Display
Das 6,1″-Display hat weiterhin eine Auflösung von 2532 × 1170 Pixeln was eine Pixeldichte von 460 ppi ergibt. Die Bildwiederholrate beträgt erstmals bis zu 120 Hz, welche dynamisch vom iPhone 13 Pro angepasst wird. Es unterstützt die Ausgabe von HDR-Inhalten und besitzt den P3-Farbraum. Das typische Kontrastverhältnis beträgt 2.000.000:1. Die maximale typische Helligkeit beträgt 1000 Nits. Die maximale Helligkeit von 1200 Nits wird nur bei der Wiedergabe von HDR und im automatischen Helligkeitsmodus unterstützt. Diese Helligkeit kann nicht vom Nutzer eingestellt werden. Zudem bietet der Bildschirm Unterstützung für TrueTone. Geschützt ist der Bildschirm durch ein sogenanntes „Ceramic Shield“. Dabei handelt es sich um einen Glas-Keramik-Mix, den Apple in Zusammenarbeit mit dem Unternehmen Corning entwickelt hat. Der Bildschirm soll dadurch bei Stürzen bis zu viermal besser geschützt werden.

### Prozessor
Apple baut im iPhone 13 Pro den hauseigenen A15-Bionic System-on-a-Chip ein. Die Firma setzt bei der Produktion weiter auf das 5-nm-Verfahren. Die verfügbaren Speichergrößen sind 128 GB, 256 GB, 512 GB und erstmals 1 TB.

### Kameras
Auch die Kameras hat Apple im Vergleich zum Vorgänger verbessert.
Das iPhone 13 Pro besitzt wie das iPhone 12 Pro eine 12-Megapixel-Dreifach-Kamera mit einem Ultraweitwinkel‑, Weitwinkel- und Teleobjektiv. Das Ultraweitwinkel-Objektiv hat eine Offenblende von ƒ/1,8 und ein 120°-Sichtfeld, das Teleobjektiv eine Offenblende von ƒ/2,8. Das Weitwinkel-Objektiv hat eine maximale Offenblende von ƒ/1,5, die Größe der Pixel wurde von 1,4 μm (iPhone 12 Pro) bzw. 1,7 μm (iPhone 12 Pro Max) auf 1,9 μm vergrößert. Die Blende ist damit im Vergleich zu der des iPhone 12 Pro (ƒ/1,6) etwas größer und lässt mehr Licht auf den Sensor. Durch die drei Kameras ist bei Fotos ein bis zu 3-facher optischer und 15-facher digitaler Zoom, bei Videos ein 3-facher optischer und 9-facher digitaler Zoom möglich. Weitwinkel- und Teleobjektiv verfügen über optische Bildstabilisierung, beim Ultraweitwinkelobjektiv ist diese weiterhin nicht vorhanden. Zusätzlich verfügt das iPhone 13 Pro über einen LiDAR-Sensor, welcher, ähnlich einem Time-of-Flight-Sensor, genauere Tiefeninformationen für AR liefert.

## iPhone 13 Pro Max
Die technischen Spezifikationen des iPhone 13 Pro Max stimmen mit denen des iPhone 13 Pro weitgehend überein. Die Unterschiede sind:
- Es hat eine größere Bildschirmdiagonale von 6,7″ mit einer Auflösung von 2778 × 1284 Pixel (entspricht 460 ppi).
- Die Gehäuseabmessungen (H × B × T) betragen 160,8 mm × 78,1 mm × 7,65 mm. Das Gewicht beträgt 238 g.
- Die Akkulaufzeit ist länger als beim iPhone 13 Pro. Nach Angaben von Apple ist sie bis zu sechs Stunden länger bei der Video- sowie bis zu 20 Stunden länger bei der Musikwiedergabe.

## Verfügbarkeit
Die Preise blieben im Vergleich zum Vorgänger iPhone 12 Pro unverändert. Das heißt 1.149 € für 128 GB Speicher, 1.269 € für 256 GB, 1.499 € für 512 GB, und jeweils 100 € mehr für das iPhone 13 Pro Max. Neu hinzugekommen ist eine Variante mit 1 TB Speicher für 1.729 € für das iPhone 13 Pro und 1.829 € für das iPhone 13 Pro Max.
| Modell            | Speicher | 17. September 2021 |
| ----------------- | -------- | ------------------ |
| iPhone 13 Pro     | 128 GB   | 1.149 € (1.329 €)  |
| iPhone 13 Pro     | 256 GB   | 1.269 € (1.468 €)  |
| iPhone 13 Pro     | 512 GB   | 1.499 € (1.734 €)  |
| iPhone 13 Pro     | 1 TB     | 1.729 € (2.000 €)  |
| iPhone 13 Pro Max | 128 GB   | 1.249 € (1.445 €)  |
| iPhone 13 Pro Max | 256 GB   | 1.369 € (1.584 €)  |
| iPhone 13 Pro Max | 512 GB   | 1.599 € (1.850 €)  |
| iPhone 13 Pro Max | 1 TB     | 1.829 € (2.116 €)  |